# Saco (Montana)
Saco (assiniboine: Abáǧe oyúza) és una població dels Estats Units a l'estat de Montana. Segons el cens del 2000 tenia 224 habitants.

## Demografia
Segons el cens del 2000, Saco tenia 224 habitants, 109 habitatges, i 57 famílies. La densitat de població era de 262,1 habitants per km².
Dels 109 habitatges en un 23,9% hi vivien nens de menys de 18 anys, en un 41,3% hi vivien parelles casades, en un 8,3% dones solteres, i en un 46,8% no eren unitats familiars. En el 44% dels habitatges hi vivien persones soles el 22,9% de les quals corresponia a persones de 65 anys o més que vivien soles. El nombre mitjà de persones vivint en cada habitatge era de 2,06 i el nombre mitjà de persones que vivien en cada família era de 2,84.
Per edats la població es repartia de la següent manera: un 23,7% tenia menys de 18 anys, un 3,6% entre 18 i 24, un 26,3% entre 25 i 44, un 24,6% de 45 a 60 i un 21,9% 65 anys o més.
L'edat mediana era de 43 anys. Per cada 100 dones de 18 o més anys hi havia 94,3 homes.
La renda mediana per habitatge era de 23.125 $ i la renda mediana per família de 26.667 $. Els homes tenien una renda mediana de 23.125 $ mentre que les dones 24.375 $. La renda per capita de la població era de 16.421 $. Aproximadament el 14,3% de les famílies i el 14% de la població estaven per davall del llindar de pobresa.

## Poblacions més properes
El següent diagrama mostra les poblacions més properes.